# Tinne Van der Straeten
Christinne Liesbeth Alfons (Tinne) Van der Straeten (Zoersel, 1 april 1978) is een Belgische politica voor Groen.

## Opleiding
Van der Straeten studeerde in 2000 af als licentiate in de afrikanistiek aan de Universiteit Gent. Samen met een medestudente schreef ze een thesis over hiv-aidspreventie in Burkina Faso. Vervolgens ging ze aan de slag als wetenschappelijk medewerker aan de Université catholique de Louvain (UCL) in Louvain-la-Neuve. Van Louvain-la-Neuve ging het naar Leuven, waar ze van 2002 tot 2003 voor de Katholieke Universiteit Leuven onderzoek deed naar discriminatie op de arbeidsmarkt. In 2008 studeerde ze af als master in de rechten aan de Vrije Universiteit Brussel (VUB).

## Politiek
Na haar studies sloot ze aan bij Agalev, waarvoor ze in Malle actief was bij de 'Groep Inspraak en Milieu' (GRIM), een lokale kartellijst van Agalev, Volksunie en onafhankelijken. In 2000 verhuisde ze naar Brussel. Tussen 2002 en 2004 was ze woordvoerder van Jong Agalev en vervolgens Jong Groen!. Later werd ze ook woordvoerder van Groen!. Op 18 mei 2003 stond ze voor Agalev-kieslijst voor de senaat en een jaar later op de tweede plaats op de Europese kieslijst, met Bart Staes als lijsttrekker. Daarnaast was ze eerste opvolger op de kieslijst voor de Brusselse Hoofdstedelijke Raad en werd ze in oktober 2006 verkozen tot gemeenteraadslid van Koekelberg.
Van 2005 tot 2007 was Tinne Van der Straeten ondervoorzitter van Groen!, een functie die ze uitoefende tot aan haar verkiezing als volksvertegenwoordiger in de kieskring Brussel-Halle-Vilvoorde in juni 2007. Daarnaast werkte ze van 2004 tot 2007 als adviseur op de politieke cel van de partij en vertegenwoordigde ze de gemeenschappelijke fractie van Groen! en Ecolo in de commissie Binnenlandse Zaken. Toen op 7 november 2007 de splitsing van de kieskring Brussel-Halle-Vilvoorde door de commissie Binnenlandse Zaken van het federale parlement werd bekrachtigd, was zij de enige Vlaamse parlementariër die zich tijdens de stemming onthield. In de Kamer legde ze zich toe op de thema’s asiel, migratie, leefmilieu, klimaat en energie. Bij de Federale verkiezingen van 13 juni 2010 werd ze niet herverkozen. Hoewel ze (veel) meer voorkeurstemmen behaalde dan in 2007, ging haar Kamerzetel door middel van het apparenteringsprincipe naar het kiesarrondissement Leuven.
Na haar parlementair mandaat bleef ze actief als gemeenteraadslid. In 2018 trad ze opnieuw op de voorgrond, door als schepen van Mobiliteit, Openbare Werken, Cultuur en Nederlandstalig Onderwijs toe te treden tot het schepencollege van Koekelberg. Ze kreeg voor de federale verkiezingen in 2019 de derde plaats op de lijst voor Ecolo in Brussel. Groen kwam er niet zelfstandig op. Van der Straeten raakte verkozen in de Kamer en was zo een van de enige twee Nederlandstalige verkozenen in de kieskring Brussel-Hoofdstad. Hierdoor nam ze ontslag als schepen van Koekelberg. Van der Straeten bleef nadien nog tot in december 2022 zetelen als gemeenteraadslid. In oktober 2024 werd Van der Straeten opnieuw verkozen in de Koekelbergse gemeenteraad, maar ze besloot het mandaat niet op te nemen.
In de Kamer was Van der Straeten van 2019 tot 2020 ondervoorzitter van de commissie Energie en Klimaat en de subcommissie Nucleaire Veiligheid en lid van de commissie Economie en Digitale Agenda. Op 1 oktober 2020 legde ze de eed af als minister van Energie in de regering-De Croo, waardoor ze zich moest laten vervangen in de Kamer. Als minister legde ze zich vooral toe op de verdere uitbouw van hernieuwbare energie, met name windenergie op zee. Daarnaast wilde ze werk maken van de volledige kernuitstap, al werd door de energiecrisis en de stijging van de gasprijzen uiteindelijk beslist om twee kerncentrales tien jaar langer open te houden. Van der Straeten bleef minister tot in februari 2025.
Bij de federale verkiezingen van juni 2024 stond Van der Straeten opnieuw op derde plaats op de Brusselse Ecolo-lijst. De partij haalde slechts twee zetels, maar met haar persoonlijke score van meer dan 11.000 voorkeurstemmen wist ze de lijstvolgorde te doorbreken en toch verkozen te geraken als Kamerlid. In de Kamer werd ze ondervoorzitter van de commissie Energie, Klimaat en Leefmilieu.

## Burgerlijke activiteiten
In 2010 werd Van der Straeten vrijwilliger bij het Centrum voor Milieu- en Energierecht aan de Universiteit Gent en werd ze lid van de raad van bestuur van de Koning Boudewijnstichting (2019-2020), de KVS (2012-2020), de Vrije Universiteit Brussel (2009-2015), het Wijkgezondheidscentrum De Brug (2012-2020) en het CAW (2018-2021) van Brussel. In oktober 2010 legde ze de eed af als advocaat aan de balie van Brussel. Ze specialiseerde zich in klimaat- en energierecht, en was mede-oprichter van advocatenkantoor Blixt, waar ze vennoot bleef tot in november 2019.